# Campolongopass
Průsmyk Campolongopass (občas také sedlo Campolongo; italsky Passo di Campolongo nebo Campolungo) je horský průsmyk v Dolomitech mezi masivem Sella a horskou skupinou Fanes v Itálii. Průsmyk spojuje městečka Corvara (v údolí Val Badia, Jižní Tyrolsko) a Arabba (údolí Buchenstein, Benátsko).

## Poloha
Průsmyk Campolongopass je široké horské sedlo mezi pohořím Sella na západě a skupinou Fanes, která rovněž přesahuje 3 000 m, na východě. Vysoké vrcholy skupiny Fanes však nejsou z průsmyku vidět, protože před nimi se rozkládají alpské náhorní plošiny Pralongià.
Průsmyk Campolongopass je se svou nadmořskou výškou 1875 m n. m. nejníže položeným ze čtyř průsmyků ohraničujících masiv Sella (dalšími jsou průsmyky Passo Sella, Passo Pordoi a Passo Gardena).

## Historie
Průjezdní silnice přes průsmyk byla postavena až v letech 1898 až 1901. V předválečném období neměla zvláštní turistický význam, panorama nedosahuje atraktivity ostatních průsmyků v okolí masivu Sella. Ve druhé polovině 20. století zde byla vybudována síť turistických stezek, které dnes v létě využívají i cyklisté na horských kolech. Na západě průsmyku, v oblasti Crep de Mont (2198 m) a Bec des Roces (2187 m), bylo vybudováno několik lanovek.
Průsmyk byl zcela zastavěn hotely a byty až v době, kdy se cestovní ruch soustředil na zimní sporty a navázal na region Dolomiti Superski.

## Turistická infrastruktura a sport
Turistické trasy zahrnují jak sestupy přes louky Campolungo do městeček Corvara a Arabba, tak výstupy vrcholy v masivu Sella (Bec de Roces, Crep de Mont); tyto výstupy lze zkrátit nebo nahradit jízdou lanovkou. Z chaty Vallonhütte (2488 m) se můžete vydat po zajištěných cestách na Piz Boè, nejvyšší skalnatý vrchol horské skupiny Sella (3152 m).
Další turistická a lyžařská oblast se nachází na Pralongià, kde byla již v roce 1932 postavena první horská chata.
Pro cyklisty je průsmyk součástí oblíbené trasy přes čtyčři horské průsmyky okolo masivu Sella. V zimě se často překonává na lyžích jako součást oblíbené trasy Sella Ronda.